# No Home Record
No Home Record je první sólové studiové album americké zpěvačky Kim Gordon. Vydáno bylo 11. října roku 2019 společností Matador Records. Deska byla nahrána v losangeleském studiu Sphere Ranch a jejím producentem je Justin Raisen. V menší míře se na produkci podílel také Shawn Everett. Vydání alba bylo oznámeno 20. srpna 2019, kdy byla rovněž zveřejněna píseň „Sketch Artist“. K té byl natočen také videoklip, který režírovala Loretta Fahrenholz, a v němž kromě Gordonové hraje například Abbi Jacobson. Další píseň, nazvaná „Air Bnb“, byla zveřejněna 11. září 2019. Svůj název deska dostala podle filmu No Home Movie (2015) režisérky Chantal Akermanové. Gordonová uvedla, že deska by nevznikla bez vytrvalosti Justina Raisena. Deska obsahuje také píseň „Murdered Out“, která byla původně zveřejněna již v září 2016.

## Seznam skladeb
1. Sketch Artist
2. Air Bnb
3. Paprika Pony
4. Murdered Out
5. Don’t Play It
6. Cookie Butter
7. Hungry Baby
8. Earthquake
9. Get Your Life Back

## Obsazení
- Kim Gordon – zpěv, kytara, baskytara, bicí automat
- Justin Raisen – kytara, baskytara, varhany, syntezátor, programování, produkce, zvukový inženýr, mixing
- Jeremiah Raisen – klávesy, programování
- Stella Mozgawa – bicí
- Anthony Lopez – bicí, zvukový inženýr
- Bosh Rothman – bicí
- Jake Messina Meginsky – bicí, baskytara, smyčky, zvukový inženýr
- Shawn Everett – bicí automat, produkce, zvukový inženýr
- Lawrence Rothman – zvukový inženýr
- Yves Rothman – zvukový inženýr
- Mike Bozzi – mastering